# Пол Воктор-Савой
Пол Воктор-Савой, ім'я при народженні Пол Гамст Воктор (норв. Paul Waaktaar-Savoy, 6 вересня 1961, Тонсенгаген, поблизу Осло) — норвезький музикант, гітарист, основний учасник норвезького гурту a-ha та основний автор їх пісень. Найвідомішими стали пісні його авторства: Take on Me, The Sun Always Shines on T.V., Hunting High and Low та Summer Moved On.

## Ранні роки
Батьки Пола (батько — фармацевт і мати — співробітник телефонної компанії) любили класичну музику і привчили сина ходити на балет і оперу. Також Пол має сестру, яка на 2 роки старша. У дитинстві Воктор любив малювати і грати на  флейті. Успішність була середньою, школа в Манглеруді, куди його сім'я переїхала в 1962 року, йому не сподобалася, і він зажадав від батьків переходу в одну з найсучасніших шкіл Норвегії, що базувалась у Нордстранді.
Почувши запис мюзикла «Hair», Пол вирішує написати свою рок-оперу, у чому йому допоміг друг Магне Фуругольмен — майбутній партнер в гурті a-ha. Також молодого Пола вражала творчість групи The Doors, а в майбутньому він бажав досягти популярності The Beatles. У тандемі з Магне в юнацтві вони створили свою першу гурт «Bridges» і записали цілий альбом «Fakkeltog». Коли музиканти закінчили школу, вони поїхали підкорювати Лондон.

## Професійна кар'єра
1991 року Пол одружився з Лорен Савой — американською режисеркою, з якою він познайомився в перші дні перебування в Лондоні. Вона надихала його під час написання альбому «Hunting High And Low». Разом з нею і барабанщиком Фруде Уннеландом він також виступав гурт Savoy. У Норвегії ця група домоглася великого успіху, продавши близько 300 000 записів. Вони були номіновані на премію «Spellemannsprisen» (норвезький аналог Греммі) чотири рази і завоювали цю нагороду 3 рази.
Його пісні не раз ставали саундтреками до фільмів: композиція a-ha «Velvet» з'являється у фільмі «Одна ніч у МакКула», пісня «Whalebone» звучить у норвезькій стрічці «Гаваї, Осло», «The Living Daylights» використана як основна тема в однойменному фільмі про Джеймса Бонда.
15 жовтня 2009 року a-ha офіційно оголосили про плановий розпад гурту після закінчення гастрольного турне «Ending on a high note» (укр. «Прощання на високій ноті») у грудні 2010 року 1, 2, 3 числа в Осло 14 червня 2010 року гурт представив прощальний сингл «Butterfly, Butterfly (The Last Hurrah)», який увійде до альбому «25 (компіляція найкращих пісень)». Реліз альбому відбувся 19 липня, він вийшов одразу на двох дисках.
В рамках прощального туру a-ha виступили зокрема в Києві 4 листопада 2010 року в Міжнародному виставковому центрі. Першою музиканти виконали пісню «The Sun Always Shines On T.V.», заключною стала «The Living Daylights», а наостанок як бонус прозвучала «Take On Me».

## Дискографія

### a-ha
| Рік  | Назва                             | Лейбл                 |
| ---- | --------------------------------- | --------------------- |
| 1985 | Hunting High and Low              | Warner Bros. Records  |
| 1986 | Scoundrel Days                    | Warner Bros. Records  |
| 1988 | Stay on These Roads               | Warner Bros. Records  |
| 1990 | East of the Sun, West of the Moon | Warner Bros. Records  |
| 1993 | Memorial Beach                    | Warner Bros. Records  |
| 2000 | Minor Earth Major Sky             | Warner Bros. Records  |
| 2002 | Lifelines                         | Warner Bros. Records  |
| 2005 | Analogue                          | Universal Music Group |
| 2009 | Foot of the Mountain              | Universal Music Group |

### Savoy
| Рік  | Назва                   | Лейбл                |
| ---- | ----------------------- | -------------------- |
| 1996 | Mary is Coming          | Warner Bros. Records |
| 1997 | Lackluster Me           | EMI                  |
| 1999 | Mountains of Time       | EMI                  |
| 2001 | Reasons to Stay Indoors | EMI                  |
| 2004 | Savoy                   | Eleventeen Records   |
| 2007 | Savoy Songbook Vol. 1   | Universal            |